# Baszowice
Baszowice is een plaats in het Poolse district  Kielecki, woiwodschap Święty Krzyż. De plaats maakt deel uit van de gemeente Nowa Słupia en telt 400 inwoners.